# Elfenbenskustens nationalförsamling

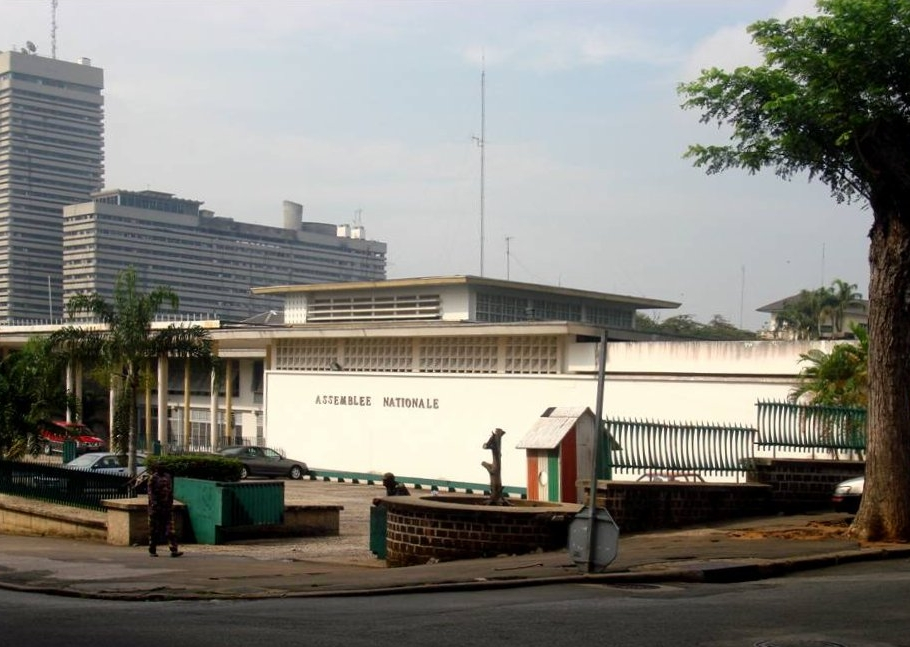
Elfenbenskustens nationalförsamling (huvudbyggnad) i Abidjan, Elfenbenskusten.

Elfenbenskustens nationalförsamling är Elfenbenskustens lagstiftande organ, beläget i landets största stad Abidjan. Församlingen utvecklades från den semi-representativa nationalförsamling som etablerades under kolonialtiden, då landet var en fransk besittning. Den första egna nationalförsamlingen konstituerades den 27 november 1960 med 70 valda medlemmar, enligt den konstitution landet antagit den 31 oktober 1960 som skapade den Första republiken.